# Chính sách thị thực của Bắc Macedonia

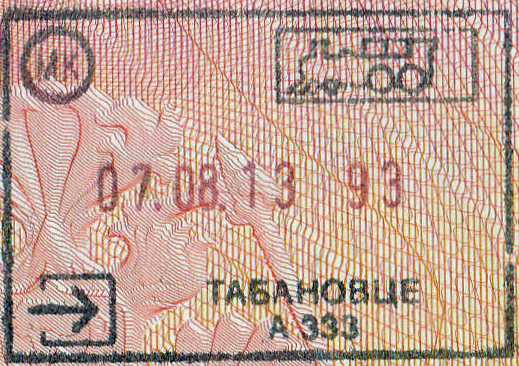
Dấu nhập cảnh Bắc Macedonia

Du khách đến Bắc Macedonia phải xin thị thực từ một trong những phái bộ ngoại giao Bắc Macedonia trừ khi họ đến từ một trong những quốc gia được miễn thị thực.
Chính sách thị thực Bắc Macedonia giống với Chính sách thị thực Khối Schengen. Nó miễn thị thực 90 ngày với tất cả các quốc gia Phụ lục II trừ Colombia, Dominica, Gruzia (không có voucher), Grenada, Kiribati, Quần đảo Marshall, Micronesia, Palau, Samoa, Saint Lucia, Saint Vincent và Grenadines, Quàn đảo Solomon, Đông Timor, Tonga, Trinidad và Tobago, Tuvalu và Vanuatu. Nó cũng miễn thị thực thêm với một số quốc gia – Azerbaijan, Botswana, Cuba, Kazakhstan, Kosovo, Nga và Thổ Nhĩ Kỳ.

## Bản đồ chính sách thị thực

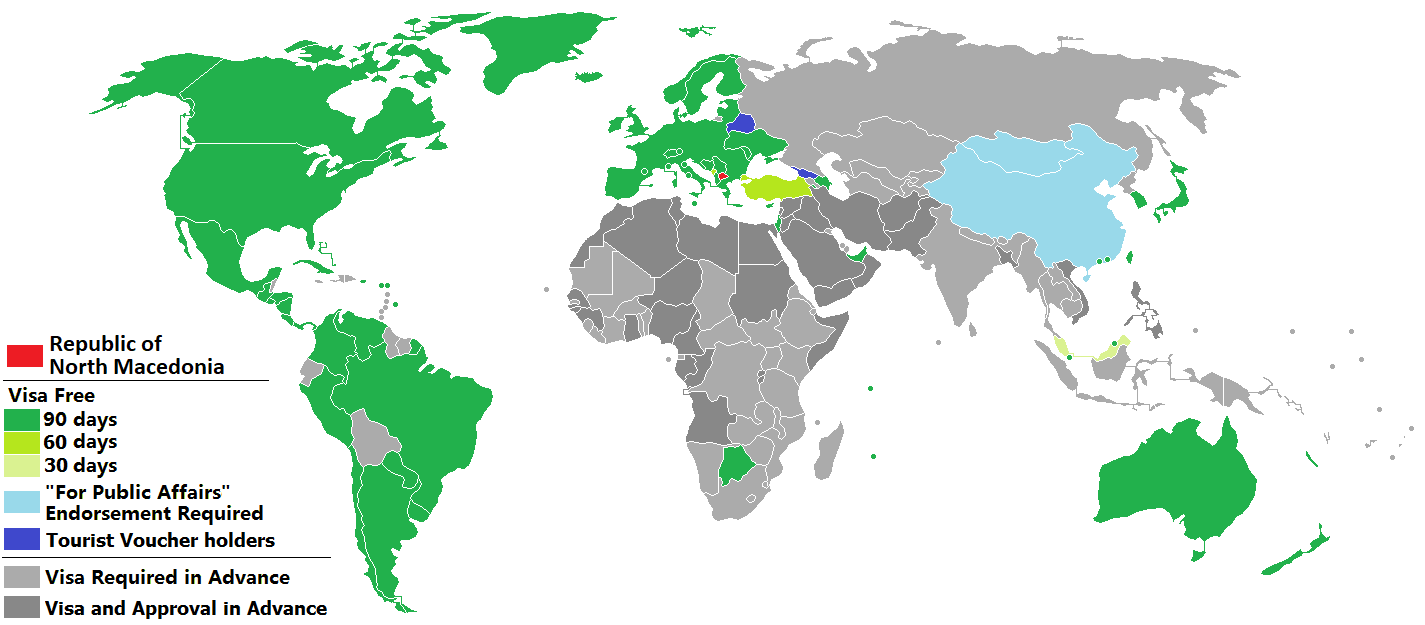
Chính sách thị thực Bắc Macedonia

## Miễn thị thực
Dưới đây là danh sách các quốc gia không cần thị thực để đến Macedonia lên đến 90 ngày:
| - Tất cả công dân Liên minh Châu Âu 1 5 - Albania 1 - Andorra - Antigua và Barbuda - Argentina - Úc - Azerbaijan - Bahamas - Barbados - Belarus4 - Bosna và Hercegovina - Botswana - Brazil - Brunei - Canada - Chile - Costa Rica - Cuba - El Salvador - Gruzia4 - Guatemala - Honduras - Hồng Kông - Iceland - Israel - Nhật Bản - Kazakhstan - Kosovo1 - Liechtenstein1 | - Macao - Malaysia3 - Mauritius - Mexico - Moldova - Monaco - Montenegro1 2 - New Zealand - Nicaragua - Na Uy - Panama - Paraguay - Peru - Nga - Saint Kitts và Nevis - San Marino - Seychelles - Serbia 1 - Singapore - Hàn Quốc - Thụy Sĩ1 - Đài Loan - Thổ Nhĩ Kỳ2 - Ukraina - Các Tiểu vương quốc Ả Rập Thống nhất - Hoa Kỳ - Uruguay - Thành Vatican - Venezuela |  |

- 1 - Có thể nhập cảnh với thẻ căn cước nếu không cần thị thực [4][5]
- 2 – Đối với công dân Montenegro và Thổ Nhĩ Kỳ thời gian ở lại tối đa là 60 ngày.
- 3 – Công dân Malaysia ở lại tối đa 30 ngày.
- 4 – For nationals of Belarus and Georgia holding normal passports travelling as a tourist either individually with "vouchers" or in a travel group organised by travel agencies.
- 5 – For British nationals, only British citizens, British Overseas Territories citizens with passports issued by Gibraltar, and British subjects with right of abode in the United Kingdom enjoy visa-free entry.

Công dân của các quốc gia sau được miễn thị thực nếu sở hữu hộ chiếu "làm việc công":
| - Belarus - Trung Quốc - Gruzia - Mông Cổ |

## Phê chuẩn
Ngoài thị thực, công dân của Afghanistan, Algérie, Angola, Bangladesh, Burundi, Cameroon, Trung Quốc, Congo, Ai Cập, Ethiopia, Gabon, Ghana, Guatemala, Guinea, Guinea-Bissau, Honduras, Iran, Iraq, Jordan, Liban, Libya, Maroc, Niger, Nigeria, Oman, Pakistan, Philippines, Rwanda, Ả Rập Xê Út, Senegal, Somalia, Sudan, Syria, Tunisia, Việt Nam và Yemen phải được phê chuẩn từ Bộ Nội vụ.

## Hộ chiếu ngoại giao và công vụ
Ngoài ra, chỉ người sở hữu hộ chiếu ngoại giao và công vụ của các quốc gia sau không cần thị thực để đến Macedonia:
| - Belarus - Trung Quốc - Gruzia - Ấn Độ (chỉ hộ chiếu ngoại giao) | - Iran - Indonesia - Mông Cổ - Peru |  |

## Chính sách qua lại
Công dân Macedonia được miễn thị thực đến một số quốc gia mà Macedonia miễn thị thực ngoại trừ Antigua và Barbuda, Úc, Azerbaijan, Barbados, Brunei, Canada, Ireland, Kazakhstan, Mauritius (thị thực tại cửa khẩu), Mexico, New Zealand, Paraguay, Saint Kitts và Nevis, Hàn Quốc, Đài Loan (thị thực tại cửa khẩu), Các Tiểu vương quốc Ả Rập Thống nhất, Anh Quốc, Hoa Kỳ, Uruguay và Venezuela.